# 傅文藻
傅文藻（1527年—？），字宗理，浙江寧波府鄞縣人，民籍，明朝政治人物。

## 生平
嘉靖三十四年（1555年）乙卯科應天府鄉試第七十五名舉人。嘉靖四十一年（1562年）中式壬戌科會試第四十七名，三甲第二百零一名進士。

## 家族
曾祖傅裕；祖父傅珎，七品散官；父傅襄，州判官。母張氏。永感下。兄文溥，县主簿；弟文沛、文泰、文沾。